# Irish Citizen Army
Pour les articles homonymes, voir ICA.
L’Irish Citizen Army (irlandais : Am na Saorànach, ICA, français : Armée citoyenne irlandaise) est une milice d’autodéfense ouvrière irlandaise, créée le 23 novembre 1913, par James Connolly, Jack White et James Larkin.

## Histoire

### La grève de 1913
Le 26 août 1913 éclate une grève générale à Dublin menée par l'Irish Transport and General Workers' Union (ITGWU), un syndicat dirigé par James Connolly, à la suite d'un conflit à la compagnie des tramways. À la suite de la répression du mouvement qui dure jusqu'en février 1914, est fondée l'ICA avec comme double-but de protéger le mouvement ouvrier et de préparer la révolution socialiste et nationale. La milice tient ses locaux au Liberty Hall (en), le quartier général de l'ITGWU. Lénine l'appelle alors « la première Armée rouge d'Europe ».
La direction de l'ICA est confiée au capitaine protestant Jack White puis à la comtesse Constance Markiewicz. Pour préserver le caractère ouvrier du mouvement, Connolly refuse sa fusion avec les Irish Volunteers. En 1914, l'ICA ainsi que l'ITGWU se positionnent contre « la guerre impérialiste ».

### L'Insurrection de Pâques (1916)
Le 24 avril 1916, 200 membres de l'ICA participent au côté de 550 Irish Volunteers à l’Insurrection de Pâques et déclarent l'indépendance de la République irlandaise. La rébellion est vite écrasée par l'armée britannique, mais Connolly, fusillé le 12 mai, a, pendant les combats, prédit le futur de l'organisation : « Vous n'êtes plus les Volunteers ou la Citizen Army ; il n'y a plus qu'une seule armée, l'Irish Republican Army. ».

### La Guerre d'indépendance
À la fin du mois de janvier 1919, à la suite du déclenchement de la guerre d'indépendance irlandaise et d'une nouvelle déclaration d'indépendance, de nombreux membres de l'ICA rejoignent l'Irish Republican Army, nouvellement fondée par les Irish Volunteers. En 1934, l'ICA moribonde participe à la création du Republican Congress.

## Sources
- Bibliographie de l'Irlande